# Cereus saddianus
Cereus saddianus är en kaktusväxtart som först beskrevs av Carlos Toledo Rizzini och A. Mattos, och fick sitt nu gällande namn av P.J. Braun. Cereus saddianus ingår i släktet Cereus och familjen kaktusväxter. Inga underarter finns listade i Catalogue of Life.